# Middleton (Massachusetts)
Middleton – miasto w Stanach Zjednoczonych, w stanie Massachusetts, w hrabstwie Essex.